# ホソガタホタルイ属
ホソガタホタルイ属（Schoenoplectiella）はカヤツリグサ科の属の1つ。元来はフトイ属に含まれていたものが分子系統の情報から区分された。概ねイグサのような姿で、小穂が頭状に集まり、花茎の先端か、あるいは苞がその延長になり、その側面に突き出る。

## 特長
全体に毛のない1年生ないし多年生の草本。地下茎は発達しないものもあるが、木質で短いものや長く這うものがあり、先端に小さな塊茎を生ずるものもある。茎は束になって生じるかそれぞれ単独に生じ、断面は円柱か、あるいは角張って鋭い稜がある例もあるが、ざらつくことはない。基部より少し上に数節を持つ例もあるが、それ以上上の茎には節を持たない。葉は根出葉と基部近くの節から出る葉に限られ、筒状の葉鞘となる。葉身は短い突起となるか、多少伸びる程度。
花序は茎の先端にできる(頂生)が、往々にして総苞が茎の延長的に直立するために側面に出るように見える(偽側性)例が多い。総苞は普通は1個のみで茎の延長のような形をしており、花序より長く発達し、時にその内側に横隔壁を持つ。花序は単独の小穂からなるか、2から多数の小穂からなる。小穂には柄がなくて多数の場合には頭状に集まる例が多いが短い柄を持つ例もある。小穂は多数の鱗片がらせん状に配置したもので、それらはすべて同型であり、すべての鱗片の内側に花が1個ずつ収まっている。花は両性を備え、雄蘂は2-3、雌しべの花柱は2-3に分かれ、その基部は子房と素直につながる。刺針状の花被片がない場合もあるが、普通はあって多いものでは10まである。その縁は滑らかのものもあるが、ざらつく例もある。果実は断面がレンズ状ないし3稜形で、先端は嘴状に尖る。表面は滑らかなものもあるが横皺や横方向に鋭い隆起線を持つ例もある。表皮細胞は狭楕円形から線形で、縦方向に長くなっている。時に茎の基部の葉鞘の腋に1個の雌性花をつけることがある。その場合、雌しべの花柱は長く伸びて葉鞘の口まで伸び出し、出来る果実は小穂にある通常のそれより大きくなる。

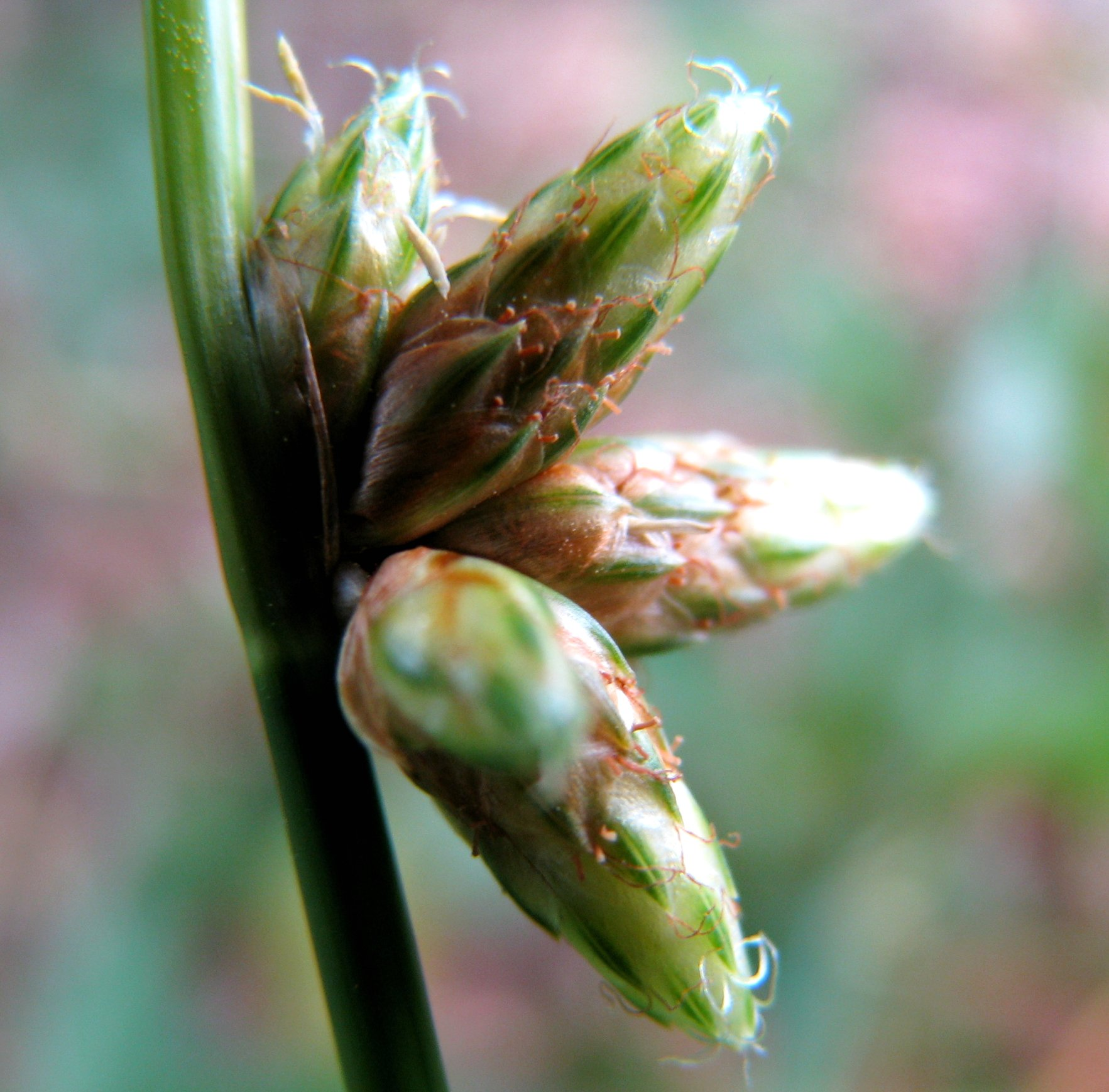
雄花序及び小穂 イヌホタルイ
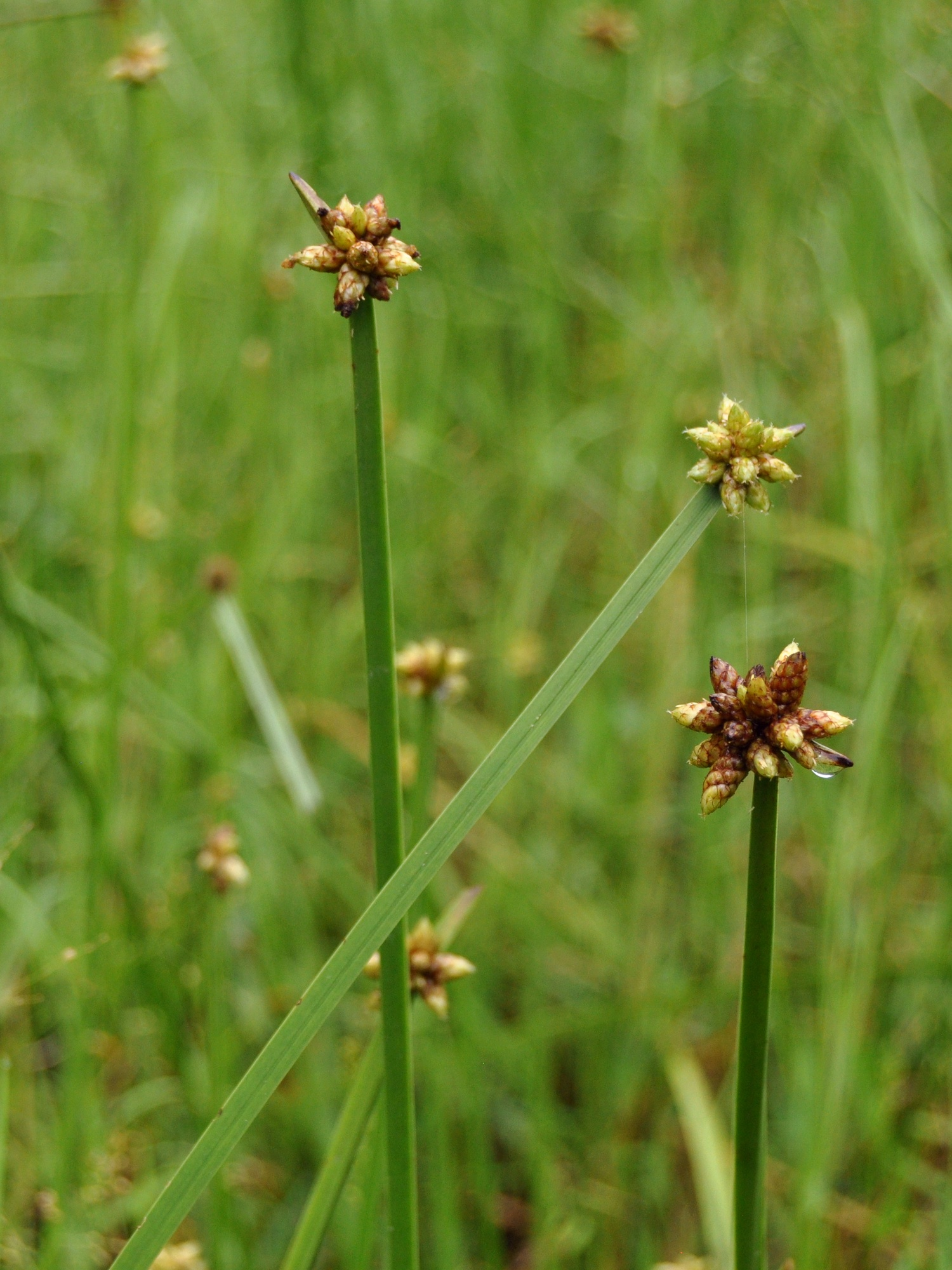
総苞があまり伸びない例 S. mucronata

## 種と生育環境
世界に50種が知られる。湿地や水辺に生育する。

## 分類
フトイ属と似ているが、この属のものは果実の表面細胞が本属のように縦長にはならないものが多く、また表面は滑らかである。外見的には本属のものが小穂にほとんど柄がなくて頭状の花序になるのに対して、この属では小穂に柄があって花序が散房状になることが違いとしてあげられる。
本属は2003年に立てられた新しい属で、その時点では本属のものはフトイ属 Schoenplectus に含まれていた。この群は広義のホタルイ属を細分した中では最大の種数を含むもので、含まれる種の多様性は高かったものの、そのまとまりについては広く認められ、その状況は1980年代より2010年代あたりまで続き、星野他(2011)もこれに沿っている。更にその内部の系統については4つの節を立てることが行われてきた。ところがここに分子系統を適用したところ、この群が多系統であるとの結果が得られた。4節の内2節ずつがそれぞれ別個の属と姉妹群をなす、ということが示されたのである。そのことからこの属を2属に分けることとなり、そのために立てられたのがこの属である。フトイ属との外見上の違いは上述の通りである。また本属と姉妹群をなすのは Pseudoschoenus とされている。

## 下位分類

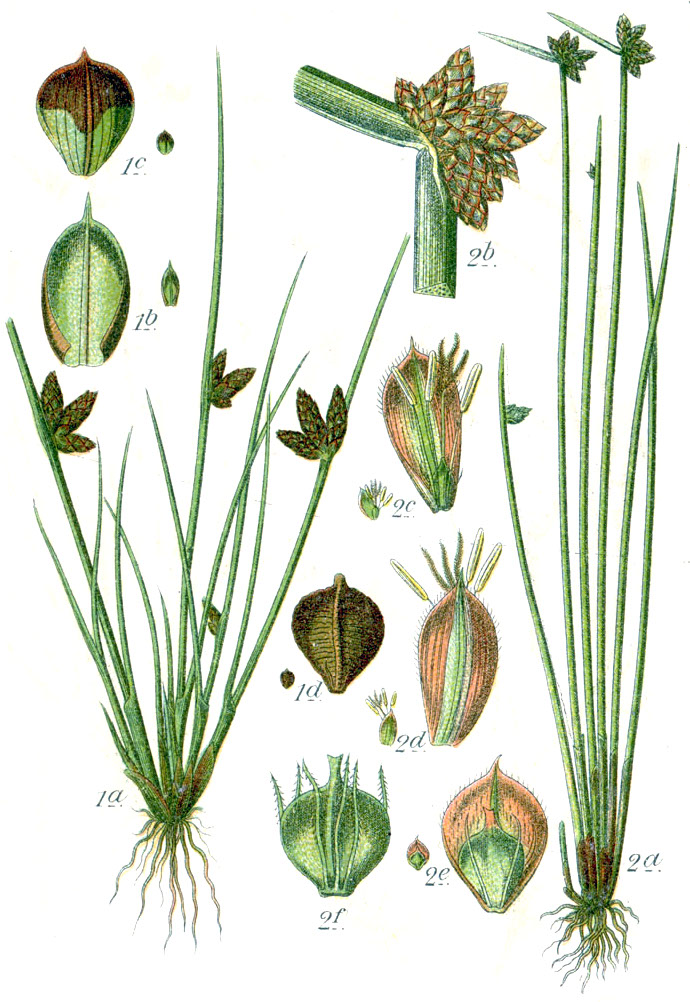
1:S. supina（ホソガタホタルイ節）
2:ヒメカンガレイ（カンガレイ節）

本属はフトイ属の2節が分割されたもので、それに対応した2節に分けられている。それがホソガタホタルイ節 Sect. Schoenoplectiella とカンガレイ節 Sect. Actaeogeton で、前者はアフリカとマダガスカルにおいて、後者は東アジアで多様化している。日本には後者のみが分布している。
以下、この属の種を挙げる。日本産のものには和名を付す。
- Schoenoplectiella：ホソガタホタルイ属
  - Sect. Schoenoplectiella：ホソガタホタルイ節
    - S. aberrans
    - S. articulata
    - S. blakei
    - S. dissachantha
    - S. erecta
    - S. hallii
    - S. heterophylla
    - S. hooperiae
    - S. juncea
    - S. laevis
    - S. lateriflora
      - var. laevinux

    - S. microglumis
    - S. naikiana
    - S. oxyjulos
    - S. patentiglumis
    - S. perrieri
    - S. praelongata
    - S. proxima
      - var. botswanennsis

    - S. raynaliana
    - S. reducta
    - S. roylei
    - S. saximontana
    - S. senegalensis
    - S. supina
    - S. vohemarensis

  - Sect. Actaeogeton：カンガレイ節
    - S. bucharica
    - S. chen-moui
    - S. chuana
    - S. clemensiae
    - S. fohaiensis
    - S. fuscorubens
    - S. gemmifera：ハタベカンガレイ
    - S. hondoensis：ミヤマホタルイ
    - S. hotarui：ホタルイ
    - S. jingmenensis
    - S. juncoides：イヌホタルイ
    - S. kandawlayensis
    - S. komarovii：ヒメホタルイ
    - S. mucoronata：ヒメカンガレイ
      - var. antrosispinulosa
      - var. ishizawae

    - S. multiseta：ツクシカンガレイ
    - S. oligoseta
    - S. orthorhizomata
    - S. purshiana
      - var. williamsii

    - S. rechingeri
    - S. schoofii
    - S. smithii
      - var. leviseta
      - var. setosa

    - S. subbisetosa
    - S. triangulata：カンガレイ
    - S. wallichii：タイワンヤマイ

また自然交雑種も以下のようなものが知られている。
- - S. ×igaensis：イガホタルイ（ホタルイ×ヒメホタルイ）
  - S. ×intermedia
  - S. ×juncohotarui：ホタルイモドキ(ホタルイ×イヌホタルイ)
  - S. ×oguraensis
  - S. ×osoretamensis
  - S. ×trapezoidea：シカクホタルイ(カンガレイ×イヌホタルイ)
  - S. ×uzenensis：アイノコカンガレイ(ヒメホタルイ×カンガレイ)